# Daniele Ragatzu
Daniele Ragatzu (Cagliari, Italia, 21 de septiembre de 1991) es un futbolista italiano. Juega de delantero y su equipo actual es el Olbia de la Serie C.

## Trayectoria
Debutó como profesional en la Serie A el 1 de marzo de 2009 en un partido del Cagliari frente al Torino.
Marcó su primer gol el día 10 de abril de 2009 en un partido frente a la Fiorentina.

## Selección nacional
Ha sido internacional con la Selección de fútbol de Italia sub-16 12 veces, en las cuales marcó 6 tantos. También fue convocado para jugar en la Selección de fútbol de Italia sub-17. Jugó 7 partidos y marcó tres goles.

## Clubes
| Club                    | País   | Año           |
| ----------------------- | ------ | ------------- |
| Cagliari                | Italia | 2008-2012     |
| Gubbio (préstamo)       | Italia | 2011-2012     |
| Verona                  | Italia | 2013-2014     |
| Pro Vercelli (préstamo) | Italia | 2013          |
| Lanciano (préstamo)     | Italia | 2014          |
| Pro Vercelli            | Italia | 2014-2015     |
| Rimini                  | Italia | 2015-2016     |
| Olbia                   | Italia | 2016-2018     |
| Cagliari                | Italia | 2018-2020     |
| Olbia (préstamo)        | Italia | 2018-2019     |
| Olbia                   | Italia | 2020-presente |